# Viola cenisia
Viola cenisia L. (Pensée du Mont Cenis in francese) è una pianta della famiglia delle Violacee, endemica della val Cenischia in Piemonte.

## Descrizione

### Portamento
Pianta erbacea perenne con rizoma ramoso da cui dipartono numerosi fusti gracili, lunghi 3–15 cm, solitamente uniflorali.

### Foglie
La disposizione delle foglie è spiralata e sono presenti fino all'apice. Provviste di piccole stipole ed hanno la lamina di circa un cm, arrotondata e spesso finemente tomentosa.

### Fiori
Ermafroditi e privi di profumo, si formano su peduncoli lunghi da 2 a 6 cm; il calice presenta 5 sepali glabri, liberi e lanceolati, con una piccola appendice basale. La corolla è formata da 5 petali liberi, con quello inferiore più grande e speronato. Colore violetto tenue.

## Distribuzione e habitat
Frequente nei ghiaioni calcarei e nei macereti, tra i 1000 e i 3300 metri di altitudine, dove i fusti trovano le condizioni migliori per strisciare fra i sassi. È presente solamente nella porzione più occidentale delle Alpi italiane, con qualche espansione sul versante francese.

## Tassonomia
Non confondibile con altre specie in quanto unica per distribuzione ed habitat, presenta somiglianze nel portamento con Viola calcarata, Viola argenteria, Viola comollia e Viola magellensis; V. argenteria è l'unica presente in Piemonte, ma è esclusivamente silicicola ed ha fiori azzurro chiari.